# Joseph Wolpe
Joseph Wolpe (* 20. April 1915 in Johannesburg; † 4. Dezember 1997 in Los Angeles) war ein südafrikanisch-US-amerikanischer Psychiater und Psychotherapeut.  Er entwickelte das systematische Desensibilisierungsverfahren zum Abbau von Phobien und gilt als ein Pionier der Verhaltenstherapie.

## Leben und Werk
Wolpe wurde als ältester Sohn einer Immigrantenfamilie in Südafrika geboren. Er beendete 1938 sein Medizinstudium an der Universität Witwatersrand. Während des Zweiten Weltkriegs volontierte er als Militärarzt. Durch die Konfrontation mit Kriegsneurosen wurde sein Interesse an psychiatrischen Fragen geweckt. Als niedergelassener Psychiater in Kapstadt versuchte er, lerntheoretische Techniken insbesondere zur Behandlung von Angststörungen zu entwickeln. In seinem 1958 veröffentlichten Buch Psychotherapy by reciprocal inhibition beschrieb er seine Technik der Desensibilisierung, die als praktikables und wissenschaftlich gut dokumentiertes Verfahren in der Fachwelt breit rezipiert wurde.
1966 nahm Wolpe das Angebot der Temple University Philadelphia an, eine eigene verhaltenstherapeutisch orientierte Abteilung aufzubauen. Hier arbeitete er anfänglich auch mit Arnold A. Lazarus zusammen, der später mit der „Multimodalen Verhaltenstherapie“ eine eigene Therapieform entwickelte. 1982 ließ Wolpe sich von der Temple University emeritieren, nahm aber schließlich einen Ruf der Pepperdine University in Los Angeles an, wo er bis zu seinem Tod tätig blieb.
1979 würdigte die Amerikanische Psychologische Gesellschaft Wolpe als Pionier auf dem Gebiet der praktischen Anwendung psychologischer Prinzipien und verlieh ihm den „Scientific Award for the Application of Psychology“.

## Quelle
Irmgard Oberhummer: Wolpe, Joseph. In: Gerhard Stumm u. a. (Hrsg.): Personenlexikon der Psychotherapie. Springer, Wien 2005, S. 518–519. ISBN 3-211-83818-X